# حسین‌آباد (رودسر)
حسین‌آباد ، روستایی از توابع بخش مرکزی شهرستان رودسر در استان گیلان ایران است.

## جمعیت
با یاد شهیدان روستا
روستای حسین آباد بخش مرکزی رودسر با ۱۸۷خانوار و تعداد ۵۹۷نفر جمعیت و با وسعت ۴۶۴ هکتار در حاشیه ضلع شمالی این شهر واقع شده و شغل اکثر مردم کشاورزی و صیادی است، حسین آباد را بدلیل وجود جاذبه های طبیعی از قبیل جنگل و دریا و نوار ساحلی بی نظیر میتوان از روستاهای توریست پذیر شهر روسر برشمرد که هرساله مسافران و گردشگران زیادی را در خود جای میدهد. رودخانه حسین آباد که در تمام فصول سال پرآب بوده سرسبزی و نشاط خاصی را به روستا هدیه کرده و در فصل کشاورزی آب مورد نیاز مزارع را تأمین میکندو در فصل ماهیگیری مکان بسیار مناسبی برای این عمل مفرح میباشد
وجود شهرک صنعتی رودسر در این روستا آهنگ پیشرفت و آبادانی آن را تسریع کرده است، دهیار و اعضای شورای اسلامی در تلاشند که از تمام امکانات موجود در این روستا برای ارتقاءسطح کیفی زندگی اهالی بهره ببرند، زیبائی های طبیعی و چشم انداز موجود در روستا باعث افزایش ساخت و ساز در روستا شده و در نهایت به یکی از روستاهای مهاجر پذیرتبدیل شده است.اجرای طرح های زیربنائی که در زیربه آنها اشاره خواهد شد باعث حفظ منابع و ترویج فرهنگ گردشگری ،جلوگیری از مهاجرت روستائیان،بهبود سیمای روستا،افزایش فرصت های شغلی ،قانون گرائی و ارتقای سطح پاسخگوئی و افزایش رضایت مندی مردم و انجام طرح های ابتکاری برای کسب منابع درآمدی جدید برای روستا از جمله اقداماتی است که این دهیاری با مساعدت و همکاری بسیار خوب اعضای  فعلی شورای اسلامی بنام آقایان سید رضی اصغری ،اکبر اسودی و محمود کاشفی در این روستا صورت گرفته است.در این روستا با تغییر کاربری زمین وبا ویلاسازی به طور قابل ملاحظه ای نسبت به گذشته چخره روستا تغییر کرده طوری که نام روستا را دارد گویی جزیی از شهر است
منبع